# Esenin-Volpins sats
Inom matematiken är Esenin-Volpins sats ett resultat som säger att vikten av ett oändligt kompakt dyadiskt rum är supermat av vikterna av dess punkter. Satsen introducerades av Alexander Esenin-Volpin (1949). Den generaliserades senare av (Efimov 1965) and (Turzański 1992).